# Borreiros (Mabegondo)
Borreiros es una aldea española situada en la parroquia de Mabegondo, del municipio de Abegondo, en la provincia de La Coruña, Galicia.

## Demografía
| Gráfica de evolución demográfica de Borreiros entre 1999 y 2018 |
|                                                                 |
| Datos según el nomenclátor publicado por el INE.                |